# 이태응

## 클럽 경력
이태응은 2025 시즌 경남 FC에 입단한 신인 선수로, 윙어와 세컨드 스트라이커 포지션을 소화할 수 있는 멀티 자원이다. 빠른 스피드와 1대1 돌파 능력을 앞세워 공격 전개에서 활력을 불어넣는 선수로 평가받고 있다.

## 플레이 스타일
작은 체구에도 불구하고 순간 가속과 민첩성이 뛰어나며, 측면과 중앙을 자유롭게 넘나드는 포지션 소화력이 장점이다. 드리블 돌파와 전방 압박에서도 활약이 기대되는 자원이다.